# كارلوس فالديز
كارلوس إنريكي فالديز بارا (بالإسبانية: Carlos Enrique Valdés Parra)‏ (ولد في 22 مايو 1985 في كالي) لاعب كرة قدم دولي كولومبي يلعب حاليا لصالح نادي فيلاديلفيا يونيون في مركز قلب الدفاع منذ 2011.

## روابط خارجية
- كارلوس فالديز على موقع الاتحاد الدولي (مؤرشف)  (الإنجليزية)
- كارلوس فالديز على موقع الدوري الأمريكي (الإنجليزية)
- كارلوس فالديز على موقع قاعدة بيانات كرة القدم.إي يو (الإنجليزية)
- كارلوس فالديز على موقع ناشيونال فوتبول تيمز (الإنجليزية)
- كارلوس فالديز على موقع Soccerway.com (الإنجليزية)
- كارلوس فالديز على موقع عالم كرة القدم.نت (الإنجليزية)
- كارلوس فالديز على موقع AS.com (الإسبانية)